# أيفي جيبس
أيفي جيبس (بالإنجليزية: Ivy Gibbs)‏ هي كاتِبة وشاعرة نيوزيلندية، ولدت في 1866، وتوفيت في 1966 في أوكلاند في نيوزيلندا.